# American Crime Story
American Crime Story è una serie televisiva antologica statunitense trasmessa dal 2016 dalla rete via cavo FX.
Concepita come serie "sorella" di American Horror Story, con la quale condivide la stessa struttura narrativa, ogni stagione si presenta come un'autonoma narrazione di vicende legate a un noto caso giudiziario e di cronaca nera dal forte impatto mediatico nella storia moderna statunitense. Le prime due stagioni, incentrate rispettivamente sul caso O. J. Simpson e sull'assassinio dello stilista Gianni Versace per mano di Andrew Cunanan, hanno riscosso un ottimo successo sia da parte del pubblico che della critica, risultando entrambe essere pluripremiate sia agli Emmy che ai Golden Globe.
Un'altra stagione, basata sulle conseguenze dell'uragano Katrina, era in fase di sviluppo, ma nel febbraio 2019 la FX ha annunciato che l'idea era stata scartata La terza stagione, sottotitolata Impeachment, racconta l'impeachment del 42º presidente degli Stati Uniti d'America Bill Clinton per accuse di spergiuro e ostruzione alla giustizia che ha quasi abbattuto un presidente.
Il 13 agosto 2021, una quarta stagione, provvisoriamente intitolata Studio 54, incentrata sull'ascesa e la caduta dei proprietari dello Studio 54 Steve Rubell e Ian Schrager, risulta essere in fase di sviluppo.

## Trama

### Prima stagione:Il caso O.J. Simpson
La prima stagione si concentra sulla figura di O. J. Simpson e sul delitto della moglie Nicole Brown e del compagno di quest'ultima. La stagione, infatti, parte dall'omicidio della donna e segue il lungo processo che vide come protagonista O.J., accusato dell'omicidio di Nicole.

### Seconda stagione:L'assassinio di Gianni Versace
La seconda stagione vede come argomento l'omicidio di Gianni Versace da parte di Andrew Cunanan e la storia vista dal punto di vista di quest'ultimo.

### Terza stagione:Impeachment
La terza stagione rievoca gli eventi del Sexgate, lo scandalo politico-sessuale causato dalla relazione fra il presidente degli Stati Uniti d'America Bill Clinton e la stagista Monica Lewinsky durante il secondo mandato presidenziale dell'esponente del partito democratico.

## Episodi
| Stagione         | Sottotitolo                    | Episodi | Prima TV USA | Prima TV Italia |
| ---------------- | ------------------------------ | ------- | ------------ | --------------- |
| Prima stagione   | Il caso O.J. Simpson           | 10      | 2016         | 2016            |
| Seconda stagione | L'assassinio di Gianni Versace | 9       | 2018         | 2018            |
| Terza stagione   | Impeachment                    | 10      | 2021         | 2021            |

## Personaggi ed interpreti

### Prima stagione:Il caso O.J. Simpson

#### Personaggi principali
- Christopher Darden, interpretato da Sterling K. Brown, doppiato da Gianfranco Miranda.
- Lance Ito, interpretato da Kenneth Choi, doppiato da Francesco Meoni.
- William Hodgman, interpretato da Christian Clemenson, doppiato da Mino Caprio.
- O. J. Simpson, interpretato da Cuba Gooding Jr., doppiato da Fabio Boccanera.
- Gil Garcetti, interpretato da Bruce Greenwood, doppiato da Luca Biagini.
- F. Lee Bailey, interpretato da Nathan Lane, doppiato da Gianni Giuliano.
- Marcia Clark, interpretata da Sarah Paulson, doppiata da Cristina Boraschi.
- Robert Kardashian, interpretato da David Schwimmer, doppiato da Andrea Lavagnino.
- Robert Shapiro, interpretato da John Travolta, doppiato da Claudio Sorrentino.
- Johnnie Cochran, interpretato da Courtney B. Vance, doppiato da Paolo Marchese.

#### Personaggi ricorrenti
- Dale Cochran, interpretata da Keesha Sharp, doppiata da Alessandra Cassioli.
- Tom Lange, interpretato da Chris Bauer, doppiato da Gianluca Tusco.
- Shawn Chapman, interpretata da Angel Parker, doppiata da Monica Bertolotti.
- Kris Jenner, interpretata da Selma Blair, doppiata da Daniela Calò.
- Denise Brown, interpretata da Jordana Brewster, doppiata da Elena Liberati.
- Faye Resnick, interpretata da Connie Britton, doppiata da Roberta Pellini.
- Lou Brown, interpretato da Garrett M. Brown.
- Jeffrey Toobin, interpretato da Chris Conner, doppiato da David Chevalier.
- Carl E. Douglas, interpretato da Dale Godboldo, doppiato da Alessandro Budroni.
- Kim Goldman, interpretata da Jessica Blair Herman.
- Kourtney Kardashian, interpretata da Isabella Balbi.
- Khloé Kardashian, interpretata da Morgan E. Bastin.
- Rob Kardashian, interpretato da Nicolas Bechtel.

- Kim Kardashian, interpretata da Veronica Galvez.
- Alan Dershowitz, interpretato da Evan Handler, doppiato da Franco Mannella.
- Larry King, interpretato da sé stesso, doppiato da Carlo Reali.
- Linell Shapiro, interpretata da Cheryl Ladd, doppiata da Laura Boccanera.
- Kato Kaelin, interpretato da Billy Magnussen, doppiato da Edoardo Stoppacciaro.
- Barry Scheck, interpretato da Rob Morrow, doppiato da Giorgio Borghetti.
- Dominick Dunne, interpretato da Robert Morse, doppiato da Sergio Di Giulio.
- Phillip Vannatter, interpretato da Michael McGrady, doppiato da Antonio Palumbo.
- Mark Furhman, interpretato da Steven Pasquale, doppiato da Marco Benvenuto.
- Dennis Schatzman, interpretato da Leonard Roberts, doppiato da Fabrizio Vidale.
- Fred Goldman, interpretato da Joseph Siravo, doppiato da Carlo Valli.
- Al Cowlings, interpretato da Malcolm-Jamal Warner, doppiato da Dario Oppido.

### Seconda stagione:L'assassinio di GianniVersace

#### Personaggi principali
- Gianni Versace, interpretato da Édgar Ramírez, doppiato da Gabriele Sabatini.
- Andrew Cunanan, interpretato da Darren Criss, doppiato da Federico Viola.
- Antonio D'Amico, interpretato da Ricky Martin, doppiato da Andrea Lavagnino.
- Donatella Versace, interpretata da Penélope Cruz, doppiata da Chiara Colizzi.

#### Personaggi ricorrenti
- Jeff Trail, interpretato da Finn Wittrock, doppiato da Emanuele Ruzza.
- Mary Ann Cunanan, interpretata da Joanna Adler, doppiata da Franca D'Amato.
- Jerome Gentes, interpretato da Joe Adler, doppiato da Gabriele Patriarca.
- Elizabeth Cote, interpretata da Annaleigh Ashford, doppiata da Ilaria Latini.
- Modesto Cunanan, interpretato da Jon Jon Briones, doppiato da Fabrizio Vidale.
- Paul Scrimshaw, interpretato da Will Chase, doppiato da Luca Biagini.
- Santo Versace, interpretato da Giovanni Cirfiera, doppiato da Davide Marzi.
- Lee Miglin, interpretato da Mike Farrell, doppiato da Oliviero Dinelli.
- Keith Evans, interpretato da Jay R. Ferguson, doppiato da Fabrizio Dolce.

- David Madson, interpretato da Cody Fern, doppiato da Alessandro Campaiola.
- Ronnie Holston, interpretato da Max Greenfield, doppiato da Stefano Crescentini.
- Linda Elwell, interpretata da Sophie von Heselberg.
- Talarah Gruber, interpretata da Christine Horn, doppiata da Cristina Poccardi.
- Howard Madson, interpretato da John Lacy.
- Vivian Oliva, interpretata da Cathy Moriarty.
- Norman Blachford, interpretato da Michael Nouri, doppiato da Ennio Coltorti.
- Lori Wieder, interpretata da Dascha Polanco, doppiata da Rachele Paolelli.
- David Gallo, interpretato da Terry Sweeney.
- George Navarro, interpretato da José Zúñiga, doppiato da Alessandro Budroni.

### Terza stagione:Impeachment

#### Personaggi principali
- Linda Tripp, interpretata da Sarah Paulson, doppiata da Cristina Boraschi.
- Monica Lewinsky, interpretata da Beanie Feldstein, doppiata da Margherita De Risi.
- Paula Jones, interpretata da Annaleigh Ashford, doppiata da Ilaria Latini.
- Lucianne Goldberg, interpretata da Margo Martindale, doppiata da Lorenza Biella.
- Hillary Clinton, interpretata da Edie Falco, doppiata da Emanuela Rossi.
- Bill Clinton, interpretato da Clive Owen, doppiato da Fabio Boccanera.

#### Personaggi ricorrenti
- Mike Emmick, interpretato da Colin Hanks, doppiato da Dimitri Winter.
- Steve Jones, interpretato da Taran Killam.
- Ann Coulter, interpretata da Cobie Smulders, doppiata da Giulia Santilli.
- Kathleen Willey, interpretata da Elizabeth Reaser, doppiata da Giò Giò Rapattoni.
- Bernie Nussbaum, interpretato da Kevin Pollak, doppiato da Paolo Marchese.
- Matt Drudge, interpretato da Billy Eichner.
- Susan Carpenter-McMillan, interpretata da Judith Light, doppiata da Antonella Alessandro.
- Al Gore, interpretato da Anthony Green.
- Marcia Lewis, interpretata da Mira Sorvino, doppiata da Tiziana Avarista.
- Betty Currie, interpretata da Rae Dawn Chong, doppiata da Doriana Chierici.
- Kenneth Starr, interpretato da Dan Bakkedahl, doppiato da Enrico Di Troia.
- Kirby Behre, interpretato da T. J. Thyne.
- William H. Ginsburg, interpretato da Fred Melamed.
- Paul Begala, interpretato da Joseph Mazzello.
- Vernon Jordan, interpretato da Blair Underwood.
- Sidney Blumenthal, interpretato da Patrick Fischler.
- Steve Irons, interpretato da Craig Welzbacher, doppiato da Riccardo Isgrò.

## Produzione

### Concezione e sviluppo

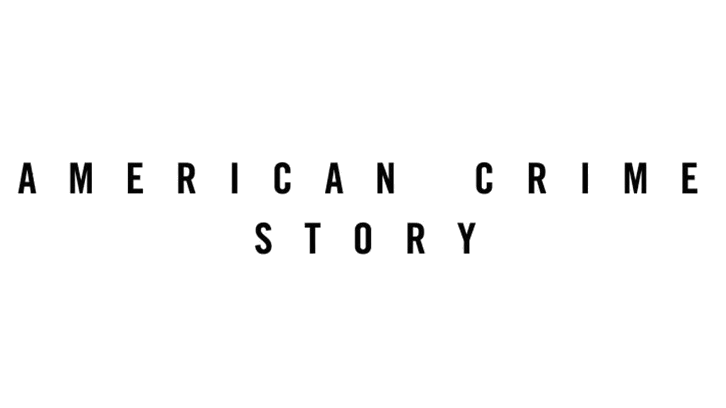
Logo della serie televisiva

American Crime Story venne ufficialmente annunciata il 7 ottobre 2014, quando l'emittente FX commissionò la produzione di una stagione di dieci episodi per rappresentare il caso O. J. Simpson; l'opera, sviluppata da Scott Alexander e Larry Karaszewski, vede tra i produttori esecutivi, insieme a Nina Jacobson, anche Ryan Murphy e Brad Falchuk, già ideatori per la stessa rete della serie antologica horror American Horror Story. Originariamente concepita per la Fox, prima di passare alla rete via cavo sorella FX, la serie venne presentata proprio come una serie "parente" di American Horror Story, da cui ne ricalca il titolo, mantenendo parte della struttura e dello stile narrativo, ma discostandosi dal genere fantastico per raccontare storie vere legate a celebri casi di cronaca nera e giudiziaria che hanno avuto un forte impatto mediatico negli Stati Uniti.
La prima stagione, intitolata Il caso O.J. Simpson (The People v. O. J. Simpson) e quindi ambientata a metà degli anni 1990, è basata sul libro del 1997 The Run of His Life: The People v. O. J. Simpson, scritto dall'avvocato e analista legale per alcune testate statunitensi Jeffrey Toobin. Nel corso del 2016 venne confermata la produzione di due nuove stagioni, una incentrata su alcuni casi di «tragedia umana» derivanti dalle conseguenze dell'uragano Katrina e una relativa alle vicende legate all'omicidio di Gianni Versace per mano del serial killer Andrew Cunanan; la storia sull'omicidio di Versace, scelta come seconda stagione, è basata sul libro del 1999 Vulgar favors: Andrew Cunanan, Gianni Versace, and the largest failed manhunt in U.S. history scritto dalla giornalista Maureen Orth. A partire dalla seconda stagione non figurano più Scott Alexander e Larry Karaszewski; i primi episodi de L'assassinio di Gianni Versace sono scritti da Tom Rob Smith.
Per la stagione incentrata sull'uragano Katrina in un primo momento era stato scelto il libro del 2006 The Great Deluge: Hurricane Katrina, New Orleans, and the Mississippi Gulf Coast scritto dal professore di storia Douglas Brinkley, ma in seguito venne preferito Five Days At Memorial di Sheri Fink. Dopo una serie di posticipazioni, nel corso del febbraio 2019 John Landgraf ha rivelato che il progetto era stato definitivamente cancellato e che non sarebbe stato proposto in nessun'altra stagione della serie.
La terza stagione è incentrata sullo scandalo che coinvolse Bill Clinton, presidente degli Stati Uniti d'America durante il suo secondo mandato, e la stagista Monica Lewinsky. Il progetto era stato annunciato nel corso del 2017 come quarta stagione del programma, ma nell'aprile 2018 era stato annullato. In seguito alla cancellazione di Katrina, il soggetto è stato ripreso nuovamente.

### Casting

#### Prima stagione:Il caso O.J. Simpson
Cuba Gooding Jr. e Sarah Paulson furono i primi ad essere ingaggiati per i ruoli di O. J. Simpson e Marcia Clark nel dicembre 2014. Nello stesso mese si unì al cast anche David Schwimmer per il ruolo di Robert Kardashian,, mentre il mese seguente John Travolta fu ingaggiato per quello di Robert Shapiro, unendosi al progetto anche nelle vesti di produttore. Nei mesi seguenti fu annunciata anche la presenza di Courtney B. Vance, Connie Britton, Sterling K. Brown, Jordana Brewster, Kenneth Choi, Selma Blair e Nathan Lane.

#### Seconda stagione:L'assassinio di Gianni Versace
Nel febbraio 2017 Édgar Ramírez e Darren Criss sono stati i primi attori ad entrare nel cast della seconda stagione, rispettivamente nei ruoli di Gianni Versace e Andrew Cunanan. Il marzo successivo si aggiunge al cast Penélope Cruz nel ruolo principale di Donatella Versace, mentre ad aprile viene ingaggiato Ricky Martin per il ruolo di Antonio D'Amico, collega e partner di Gianni Versace. Fanno parte del cast anche Annaleigh Ashford e Max Greenfield. A giugno del 2017 ha confermato la sua presenza nel cast anche Finn Wittrock; egli interpreta Jeffrey Trail, la prima vittima di Cunanan.

#### Terza stagione:Impeachment
Nell'agosto 2019, parallelamente all'annuncio che la terza stagione sarebbe stata incentrata sullo scandalo Clinton-Lewinsky, vengono confermate le presenze delle attrici Sarah Paulson, Beanie Feldstein e Annaleigh Ashford rispettivamente nei ruoli di Linda Tripp, Monica Lewinsky e Paula Jones. Sempre nel mese di agosto, Hillary Clinton si unisce al cast in un ruolo minore, mentre Clive Owen viene ingaggiato per interpretare il presidente Bill Clinton a novembre.

#### Stagione cancellata:Katrina
La quarta stagione avrebbe dovuto vedere come filone principale l'uragano Katrina e le devastanti conseguenze che ebbe sulla popolazione di New Orleans, in particolar modo al Memorial Medical Center, un ospedale dove la maggior parte della popolazione si era rifugiata. Tra i mesi di febbraio e maggio 2017 una prima fase del casting aveva visto l'ingaggio di Annette Bening per il ruolo della governatrice della Louisiana Kathleen Blanco, di Matthew Broderick per quello del direttore della FEMA Michael D. Brown e di Dennis Quaid, scelto per impersonare il presidente George W. Bush. Era stata annunciata la presenza nel cast anche di Sarah Paulson, Cuba Gooding Jr. e Courtney B. Vance, già protagonisti della prima stagione. A seguito di una revisione del progetto e della sceneggiatura, il 10 agosto 2017 è stato tuttavia annunciato che il casting sarebbe ricominciato, con la sola presenza di Sarah Paulson a venire confermata; successivamente è stato accantonato.

### Riprese
Le riprese della prima stagione iniziarono a Los Angeles nel mese di maggio 2015. Nonostante si fosse inizialmente pensato di girare le riprese della seconda e terza stagione consecutivamente tra la primavera e l'estate 2017 da due squadre di produzione differenti, solo le riprese de L'assassinio di Gianni Versace sono iniziate a Miami nel maggio 2017, mentre quelle della terza stagione, previste a New Orleans nell'estate 2018, furono invece annullate a seguito della cancellazione del primo sviluppo; sono ricominciate solo nell'autunno 2020 con il nuovo concept di Impeachment.

## Distribuzione
La prima stagione venne trasmessa da FX a partire dal 2 febbraio al 5 aprile 2016.
Nel corso del 2016 fu confermata la produzione di altre due stagioni, entrambe programmate per il 2018, da mandare in onda a circa sei mesi di distanza l'una dall'altra. Inizialmente Katrina sarebbe dovuta essere la seconda stagione, ma nel giugno 2017, visto un rallentamento dello sviluppo creativo, è stata riprogrammata come terza stagione, venendo quindi preceduta da L'assassinio di Gianni Versace (trasmessa da FX dal 17 gennaio al 21 marzo 2018), per essere poi definitivamente cancellata.
La terza stagione, Impeachment, avrebbe dovuto debuttare il 27 settembre 2020, ma è stata posticipata all'autunno 2021 a causa dei rallentamenti della produzione dovuti alla pandemia di COVID-19.

## Riconoscimenti

### Prima stagione
Premi Emmy 2016
- Premio alla miglior miniserie
- Premio al miglior attore protagonista in una miniserie o film a Courtney B. Vance
- Premio alla miglior attrice protagonista in una miniserie o film a Sarah Paulson
- Premio al miglior attore non protagonista in una miniserie o film a Sterling K. Brown
- Premio per la miglior sceneggiatura di una miniserie, film o speciale drammatico a D. V. DeVincentis, per l'episodio Marcia, marcia, marcia
- Premio per il miglior casting per una miniserie, film o speciale a Jeanne McCarthy, Nicole Abellera Hallman, Courtney Bright e Nicole Daniels
- Premio per le miglior acconciature di una miniserie o film a Chris Clark, Natalie Driscoll, Shay Sanford-Fong e Katrina Chevalier
- Premio per il miglior montaggio video di una miniserie o film single-camera a C. Chi-Yoon Chung, per l'episodio La carta del razzismo
- Premio per il miglior missaggio di una miniserie o film a Doug Andham, Joe Earle e John Bauman, per l'episodio Dalle ceneri della tragedia
- Candidatura al miglior attore protagonista in una miniserie o film a Cuba Gooding Jr.
- Candidatura al miglior attore non protagonista in una miniserie o film a John Travolta
- Candidatura al miglior attore non protagonista in una miniserie o film a David Schwimmer
- Candidatura per la miglior regia di una miniserie, film o speciale drammatico a Ryan Murphy, per l'episodio Dalle ceneri della tragedia
- Candidatura per la miglior regia di una miniserie, film o speciale drammatico a John Singleton, per l'episodio La carta del razzismo
- Candidatura per la miglior regia di una miniserie, film o speciale drammatico a Anthony Hemingway, per l'episodio I nastri della verità
- Candidatura per la miglior sceneggiatura di una miniserie, film o speciale drammatico a Scott Alexander e Larry Karaszewski, per l'episodio Dalle ceneri della tragedia
- Candidatura per la miglior sceneggiatura di una miniserie, film o speciale drammatico a Joe Robert Cole, per l'episodio La carta del razzismo
- Candidatura per la miglior fotografia di una miniserie o film a Nelson Cragg, per l'episodio Dalle ceneri della tragedia
- Candidatura per i miglior costumi di una serie, miniserie o film in costume o fantasy a Hala Bahmet, Marina Ray e Elinor Bardach, per l'episodio Marcia, marcia, marcia
- Candidatura per il miglior trucco di una miniserie o film (non prostetico) a Eryn Krueger Mekash, Zoe Hay, Heather Plott, Deborah Huss Humphries, Luis Garcia e Becky Cotton
- Candidatura per il miglior montaggio video di una miniserie o film single-camera a Adam Penn, per l'episodio Dalle ceneri della tragedia
- Candidatura per il miglior montaggio video di una miniserie o film single-camera a Stewart Schill, per l'episodio Il verdetto

Critics' Choice Awards 2016
- Premio alla miglior miniserie o film per la televisione
- Premio al miglior attore in un film per la televisione o miniserie a Courtney B. Vance
- Premio alla miglior attrice in un film per la televisione o miniserie a Sarah Paulson
- Premio al miglior attore non protagonista in un film per la televisione o miniserie a Sterling K. Brown
- Candidatura al miglior attore in un film per la televisione o miniserie a Cuba Gooding Jr.
- Candidatura al miglior attore non protagonista in un film per la televisione o miniserie a John Travolta

Golden Globe 2017
- Premio alla miglior miniserie o film per la televisione
- Premio alla miglior attrice in una miniserie o film per la televisione a Sarah Paulson
- Candidatura al miglior attore in una miniserie o film per la televisione a Courtney B. Vance
- Candidatura al miglior attore non protagonista in una serie, miniserie o film per la televisione a John Travolta
- Candidatura al miglior attore non protagonista in una serie, miniserie o film per la televisione a Sterling K. Brown

Screen Actors Guild Awards 2017
- Premio alla miglior attrice in una miniserie o film per la televisione a Sarah Paulson
- Candidatura al miglior attore in una miniserie o film per la televisione a Sterling K. Brown
- Candidatura al miglior attore in una miniserie o film per la televisione a Courtney B. Vance

### Seconda stagione
Premi Emmy 2018
- Premio per la migliore miniserie
- Premio per il miglior attore protagonista di una miniserie o film a Darren Criss
- Premio per la miglior regia di una miniserie, film o speciale drammatico a Ryan Murphy, per l'episodio L'uomo che voleva essere Vogue
- Candidatura per il miglior attore non protagonista in una miniserie o film a Édgar Ramírez
- Candidatura per il miglior attore non protagonista in una miniserie o film a Ricky Martin
- Candidatura per il miglior attore non protagonista in una miniserie o film a Finn Wittrock
- Candidatura per la miglior attrice non protagonista in una miniserie o film a Penélope Cruz
- Candidatura per la miglior attrice non protagonista in una miniserie o film a Judith Light
- Candidatura per la miglior colonna sonora in una miniserie o film
- Candidatura per la miglior sceneggiatura in una miniserie, film o speciale drammatico a Tom Rob Smith per l episodio La casa sul lago
- Candidatura per il miglior casting in una miniserie, film o speciale drammatico
- Candidatura al miglior abbigliamento contemporaneo a Lou Erych
- Candidatura per le miglior capigliature di una miniserie, film o speciale drammatico
- Candidatura per il miglior trucco di una miniserie o film (non prostetico)
- Candidatura per il miglior trucco di una miniserie, film o speciale drammatico a Eryn Krueger Mekash, Michael Mekash, Silvina Knight, Robin Beauchesne, David Leroy Anderson e Glenn Eisner
- Candidatura per il miglior montaggio video di una miniserie o film single-camera

Golden Globe 2019
- Premio alla miglior miniserie o film per la televisione
- Premio alla miglior attore in una miniserie o film per la televisione a Darren Criss
- Candidatura al miglior attore non protagonista in una serie, miniserie o film per la televisione a Édgar Ramírez
- Candidatura alla miglior attrice non protagonista in una serie, miniserie o film per la televisione a Penélope Cruz

Critics' Choice Awards 2019
- Premio alla miglior miniserie o serie limitata
- Premio al miglior attore in un film per la televisione o miniserie a Darren Criss
- Candidatura al miglior attore non protagonista in un film per la televisione o miniserie a Finn Wittrock
- Candidatura alla miglior attrice non protagonista in un film per la televisione o miniserie a Penélope Cruz
- Candidatura alla miglior attrice non protagonista in un film per la televisione o miniserie a Judith Light

Screen Actors Guild Awards 2019
- Premio al miglior attore in una miniserie o film per la televisione a Darren Criss
- Candidatura alla miglior attrice in una miniserie o film per la televisione a Penélope Cruz